# Alain Berson
Pour les articles homonymes, voir Berson (homonymie).
Alain Berson, né le 11 juin 1968 à Nemours, est un écrivain français, connu notamment pour sa trilogie Les Enfants du Nabuko. Son œuvre fait se rencontrer mythologie, science-fiction, Jeu de rôle. Le thème du Terrorisme est très présent dans son œuvre.

## Biographie
Né en 1968 à Nemours en Seine-et-Marne, il y passe une enfance paisible, à la campagne. Au début des années 1980, la lecture du cycle de Dune, de Frank Herbert, le transporte dans un autre monde. Le livre-univers du Grand Maître de la SF est une véritable révélation. La découverte des jeux de rôles, quelques années plus tard, et plus particulièrement d'Empire Galactique, achèvera de le faire tomber du côté obscur. Il dévore alors tout ce qui lui permet de nourrir son imaginaire : romans de SF, Comics, bandes dessinées, anthologies de nouvelles des grands auteurs américains, livres dont vous êtes le héros, films, revues spécialisées, etc.
Il partage dès lors son temps entre des études scientifiques, qu’il mène jusqu’à un diplôme d’ingénieur, et l’écriture de scénarios de jeux de rôles à travers lesquels il ébauche la création de son propre univers SF.
Dans les années 1990 il se réoriente vers le métier d’enseignant en mathématiques. Tout en préparant le concours, il écrit quelques nouvelles de SF qui seront publiées par un fanzine. Ce travail lui permet de mettre en place ses premiers personnages.
Ce n’est qu’à partir des années 2000, une fois son univers définitivement créé, qu’il se lance sérieusement dans la rédaction d’une trilogie intitulée Les Enfants du Nabuko.
Le premier tome, Souche Majeure, est édité par Quatrième Zone en 2005 et le second, La Cathédrale Noire, en 2006.
En 2007, il déménage sur l’île de La Réunion et c’est au soleil, entouré de cocotiers, qu’il termine le troisième tome de la trilogie dans le courant de l’année 2008  .

## Écriture
Son style d'écriture est fouillé et purement SF ; ses personnages sont complexes et aussi sombres que la société totalitaire dans laquelle ils évoluent, dans un futur où la technologie des supers ordinateurs, la conservation des corps, la mise en réseau des cerveaux, la téléportation, l'utilisation de l’énergie du cœur des étoiles, et toute une foulée d’armes destructrices sont inspirés des Comics/Marvel .

## Œuvres
- Souche Majeure - 2005 - éditions Quatrième Zone -  (ISBN 978-2-915795-06-6)
- La Cathédrale Noire - 2007 - éditions Quatrième Zone -  (ISBN 978-2-915795-07-3)